# Manuel Azlor y Urriés
Manuel de Azlor y Urriés (Zaragoza, 11 de noviembre de 1708-Pamplona, 22 de diciembre de 1787) fue un militar español, gobernador en La Española y virrey de Navarra, además de capitán general.

## Biografía
Fue hijo de Juan Artal de Azlor y Virto de Vera, II conde de Guara casado en 1701 con Josefa Cecilia Aragón y Gurrea (antes Jordán de Urriés y Gurrea de Aragón), VI condesa de Luna que había enviudado en 1700 de Lorenzo de Aragón y Gurrea (antes José Lorenzo Bardají Bermúdez de Castro Borja y Torrellas), VIII marqués de Navarrés, II de Cañizar, III de San Felices de Aragón y III conde de Castelflorit.
En 1727 accede a la carrera militar en el recién creado Regimiento de Dragones de Sagunto logrando rápidos ascensos, en 1728, a alférez, teniente y en 1729 a capitán.
Varios años más tarde tomó parte en 1734 en las campañas de Nápoles, logrando el grado de teniente coronel en diciembre de 1741, y en la guerra de Italia, siendo nombrado el 30 de mayo de 1747 coronel del Regimiento de Dragones de Frisia.
El 18 de junio de 1758 es nombrado gobernador en La Española hasta que, tras ser ascendido a teniente general en 1770, es destinado a Andalucía. Ese mismo año se había casado con la jerezana Petronila Tadea Villavicencio de cuyo matrimonio nacieron siete hijos, siendo María de la Consolación Azlor y Villavicencio (1775) la más pequeña.
Tras ocupar varios cargos en Cataluña (1772) fue nombrado virrey y capitán general de Navarra el 1 de abril de 1780.Soler Salcedo et al., 2020p=574 Tras ocupar el cargo el 9 de mayo, permanecería en el mismo hasta su muerte en diciembre de 1787.